# Lecanora wetmorei
Lecanora wetmorei är en lavart som beskrevs av Sliwa. Lecanora wetmorei ingår i släktet Lecanora och familjen Lecanoraceae.   Inga underarter finns listade i Catalogue of Life.